# بنه سوخته (رامهرمز)
بنه سوخته (رامهرمز)، روستایی از توابع بخش مرکزی شهرستان رامهرمز در استان خوزستان ایران است.

## جمعیت
دهی از دهستان شهریاری بخش رامهرمز است که در شهرستان اهواز واقع شده است  و براساس سرشماری مرکز آمار ایران در سال ۱۳۸۵، جمعیت آن ۲۶۱ نفر (۵۸خانوار) بوده‌است.